# Proparamenia
Proparamenia is een geslacht van wormmollusken uit de  familie van de Amphimeniidae.

## Soort
- Proparamenia bivalens Nierstrasz, 1902